# Analisi dei modi e degli effetti dei guasti
La FMEA (o Analisi dei modi e degli effetti dei guasti, dall'inglese failure mode and effects analysis) è una metodologia utilizzata per analizzare le modalità di guasto o di difetto di un processo, prodotto o sistema, analizzarne le cause e valutare quali sono gli effetti sull'intero sistema/impianto. Generalmente (ma non necessariamente) l'analisi è eseguita preventivamente e quindi si basa su considerazioni teoriche e non sperimentali.

## Storia
La FMEA ha avuto origine negli Stati Uniti il 9 novembre 1949, con l'introduzione della procedura militare "MIL-P-1629" (Procedures for Performing a Failure Mode, Effects and Criticality Analysis), allo scopo di classificare i guasti in base all'impatto sul successo della missione e sulla sicurezza del personale e degli equipaggiamenti. Successivamente è stata applicata negli anni sessanta per le missioni spaziali Apollo.
Negli anni ottanta fu usata dalla Ford per ridurre i rischi visto che un modello di automobile, la Pinto (progettata dal carismatico manager Lee Iacocca), presentava un problema ripetitivo di rottura del serbatoio che causava incendi in caso di incidenti.
Nel 1994 Chrysler, Ford e General Motors, sponsorizzate dalla USCAR (United States Council for Automotive Research), formalizzano una comune procedura per l'implementazione della FMEA.
Attualmente l'utilizzo della FMEA è previsto da diversi sistemi di gestione della qualità. FMEA è una delle componenti principali del PPAP (Production Part Approval Process) ed è inoltre applicata nell'ambito della metodologia Sei Sigma.

## Il processo
Il primo passo da realizzare nella tecnica FMEA consiste nella scomposizione del processo, prodotto o sistema in esame in sottosistemi elementari. A questo punto, nell'analisi dei guasti di ogni sottosistema, occorre:
- elencare tutti i possibili modi di guasto, e per ciascuno:
- elencare tutte le possibili cause;
- elencare tutti i possibili effetti;
- elencare tutti i controlli in essere (a prevenzione o a rilevamento del modo di guasto).

Per chiarire la terminologia si può utilizzare un semplice esempio relativo al prodotto "serbatoio del carburante di un'automobile". Un modo di guasto sarà: il serbatoio è vuoto. (si noti che il termine “guasto” qui non è utilizzato nel suo significato corrente di “rotto", ma denota un'anomalia che non permette al componente di svolgere correttamente la sua funzione e di conseguenza ha delle ripercussioni più o meno gravi sul funzionamento del sistema di cui fa parte, nel nostro caso dell'automobile).
Le cause che hanno portato al modo di guasto “serbatoio vuoto” possono essere:
- la benzina è finita senza essere stata rabboccata per via del mancato invio alla spia della riserva del segnale "benzina in esaurimento";
- c'è una perdita nel serbatoio";
- il fondo del serbatoio non è piano, ma presenta una bombatura verso l'alto che ha falsato l'indicazione della riserva di carburante.

L'effetto di questo modo di guasto è che l'automobile non è in grado di procedere.
I controlli sono tutti quegli accorgimenti che, nel caso di FMEA di prodotto, prevengono o rilevano carenze progettuali che possono sfociare nel modo di guasto anzidetto o che, nel caso di FMEA di processo, prevengono o rilevano carenze produttive che possono sfociare nello stesso modo di guasto.
Per tutte le combinazioni modo di guasto - causa si devono valutare tre fattori:
- {\displaystyle \mathrm {P} \,\!} = probabilità di accadimento
- {\displaystyle \mathrm {G} \,\!} = gravità dell'effetto
- {\displaystyle \mathrm {R} \,\!} = possibilità di rilevamento da parte dei controlli (rilevabilità).

Ad ognuno dei tre fattori sarà assegnato un punteggio da 1 a 10, in cui (per le voci "P" e "G") 1 rappresenta la condizione di minimo rischio e 10 quella di massimo rischio (per la voce "R" minore è il punteggio - ad esempio 1 - maggiore è la possibilità di rilevamento del modo di guasto).
I punteggi devono essere assegnati secondo scale non lineari in modo da garantire una corretta ponderazione dei tre fattori. Nella pratica sono disponibili tabelle pubblicate da AIAG, VDA, ANFIA, SAE, etc.
A titolo esemplificativo, P è posto pari a 1 in caso di probabilità di accadimento remota, che può essere valutata al di sotto di un caso su 100.000, mentre è pari a 10 se si ha elevata probabilità di accadimento, cioè circa 1 caso su 10 (Potential FMEA - Reference Manual AIAG).
G è valutato in base all'impatto sulla funzionalità e sulla sicurezza del sistema. G può essere posto pari a 1 quando il modo di guasto non produce effetti apprezzabili, mentre è posto pari a 10 quando, oltre a compromettere la funzionalità del sistema, esso provoca situazioni di pericolo per l'integrità delle persone.
R sarà posto pari a 1 quando si ha la ragionevole certezza che i controlli individuino il modo di guasto o la sua causa, mentre sarà posto pari a 10 quando non è previsto alcun controllo per il modo di guasto o causa in questione.
L'analisi sopra descritta permette di individuare i modi di guasto più critici mediante l'Indice di Priorità del Rischio ({\displaystyle \mathrm {RPN} \,\!}):
{\displaystyle \mathrm {RPN} =P\times G\times R\,\!}
Le azioni di miglioramento del prodotto, processo o sistema dovranno essere orientate principalmente sui modi di guasto che presentano i più alti valori di RPN. La FMEA può essere poi ripetuta a seguito delle azioni migliorative, per verificare se i valori di RPN sono diminuiti.

### Testi di carattere interdisciplinare
- S.B. Blanchard, Design and Manage to Life Cycle Cost, Forest Grove, Weber System, 1978.
- S.B. Blanchard, Logistics Engineering and Management, 4ª ed., Englewood Cliffs, New Jersey, Prentice-Hall, Inc., 1992.
- S.B. Blanchard, Maintainability: A Key to Effective Serviceability and Maintenance Management, New York, John Wiley & Sons Inc., 1995.
- E. Cescon, M. Sartor, La Failure Mode and Effect Analysis (FMEA), Milano, Il Sole 24 ore, 2010, ISBN 978-88-6345-130-6.
- R. Denney, Succeeding with Use Cases: Working Smart to Deliver Quality, Addison-Wesley Professional Publishing, 2005.
- C.E. Ebeling, An Introduction to Reliability and Maintainability Engineering, Boston, McGraw-Hill Companies, Inc., 1997.
- K.C. Kapur, L.R. Lamberson, Reliability in Engineering Design, New York, John Wiley & Sons, 1977.
- L. Leemis, Reliability: Probabilistic Models and Statistical Methods, Prentice-Hall, 1995, ISBN 0-13-720517-1.
- P. D. T. O'Connor, Practical Reliability Engineering, 4ª ed., New York, John Wiley & Sons, 2002.
- J.D. Patton, Maintanability and Maintenance Management, North Carolina, Instrument Society of America, Research Triangle Park, 1998.
- M. Broccoletti, Gli strumenti della Qualità, http://www.lulu.com, 2013.
- E. Grassani L'errore come causa di infortunio  2022  Editoriale Delfino Milano 2022, ISBN 978-88-31221-68-9

### Testi specifici per il campo dell'edilizia
- AA. VV., La qualità edilizia nel tempo, Milano, Hoepli, 2003.
- Bruno Daniotti, Durabilità e manutenzione in edilizia, Torino, UTET, 2012.
- Vittorio Manfron, Qualità e affidabilità in edilizia, Milano, Franco Angeli, 1995.
- UNI, UNI 11156-1, Valutazione della durabilità dei componenti edilizi. Terminologia e definizione dei parametri di valutazione, 2006.
- UNI, UNI 11156-2, Valutazione della durabilità dei componenti edilizi. Metodo per la propensione all’affidabilità, 2006.
- UNI, UNI 11156-3, Valutazione della durabilità dei componenti edilizi. Metodo per la valutazione della durata (vita utile), 2006.